# Atraulia
Atraulia là một thị xã và là một nagar panchayat của quận Azamgarh thuộc bang Uttar Pradesh, Ấn Độ.

## Địa lý
Atraulia có vị trí 26°20′B 82°57′Đ / 26,33°B 82,95°Đ Nó có độ cao trung bình là 81 mét (265 foot).

## Nhân khẩu
Theo điều tra dân số năm 2001 của Ấn Độ, Atraulia có dân số 11.302 người. Phái nam chiếm 53% tổng số dân và phái nữ chiếm 47%. Atraulia có tỷ lệ 61% biết đọc biết viết, cao hơn tỷ lệ trung bình toàn quốc là 59,5%: tỷ lệ cho phái nam là 70%, và tỷ lệ cho phái nữ là 50%. Tại Atraulia, 18% dân số nhỏ hơn 6 tuổi.